# Sacra famiglia, santa Elisabetta e san Giovannino
Sacra famiglia, santa Elisabetta e san Giovannino è un dipinto del pittore veronese Giovan Francesco Caroto, realizzato con la tecnica della pittura a olio su tela, conservato nel museo di Castelvecchio a Verona.